# 洛尼奥
洛尼奥，是匈牙利索博尔奇-索特马尔-贝拉格州所辖的一个村。总面积35.49平方公里，总人口699，人口密度19.7人/平方公里（2011年1月1日）。